# Ореховский, Георгий Сергеевич
Георгий Сергеевич Ореховский (1915 — 31 марта 1944) — разведчик взвода пешей разведки 222-го стрелкового полка 49-й стрелковой дивизии 10-й армии Западного фронта 1-го Белорусского фронта, ефрейтор.

## Биография
Родился в 1915 году в городе Ставрополь.
В Красную Армию призван в январе 1943 года. Участник Великой Отечественной войны с марта 1943 года.
Разведчик взвода пешей разведки ефрейтор Георгий Ореховский в ночь на 7 января 1944 года у деревни Шеперево 3 километров южнее города Чаусы Могилёвской области Белоруссии с группой разведчиков захватил в плен противника, который сообщил ценные сведения. 23 января 1944 года за образцовое выполнение заданий командования награждён орденом Славы 3-й степени.
В ночь на 5 февраля 1944 года близ деревни Селец 14 километров северо-восточнее города Чаусы Георгий Ореховский во главе группы захвата пленил врага. 7 февраля 1944 года награждён орденом Славы 2-й степени.
В ночь на 23 февраля 1944 года 1-й Белорусский фронт в составе разведывательной группы у деревни Старый Перевоз 9 километров юго-западнее города Рясна Могилёвской области Белоруссии Георгий Ореховский взял «языка». 23 августа 1944 года награждён орденом Славы 1-й степени, став полным кавалером ордена Славы.
Погиб в бою 31 марта 1944 года.